# Финальное зонтичное соглашение (Юкон)
Финальное зонтичное соглашение — политический документ, являющийся основой для актов о самоуправлении общин первых наций на канадской территории Юкон, подписанный в 1993 году. Документ одобрен правительством Канады, правительством Юкона и первыми нациями Юкона, представленными советом первых наций Юкона. Соглашение не имеет законодательного статуса.

## История соглашения
До 1973 года в Юконе не было соглашений между правительством и коренными народностями Юкона. В 1973 году совет первых наций Юкона представил премьер-министру Канады Пьеру Трюдо документ «Вместе сегодня для наших детей завтра» (англ. Together Today For Our Children Tomorrow), который заложил основу современных правил раздела земли.
Изначально процесс выработки соглашения был двусторонним, в нём участвовали правительство Канады и первые нации Юкона. Однако ряд вопросов потребовал участия правительства Юкона. Первый вариант соглашения был подписан в 1991 году правительством Канады, правительством Юкона и Советом индейцев Юкона (сейчас, Совет первых наций Юкона). Финальная версия подписана в 1993 году.

## Основы соглашения
Каждое финальное соглашение с первыми нациями подпадает под действие статьи 35 Конституционного акта 1982 и поэтому является основным законом.
По акту первая нация получает финансовую компенсацию, выплачиваемую правительством Канады в 15-летний период после подписания соглашения. Кроме того, 14 первых наций Юкона получают 41 595 км² земли: 25.899 км² земли категории А, находящейся в полном владении первых наций, включая поверхность и подземные ресурсы, и 15539 км² земли категории Б, когда во владении первых наций только поверхность, а остальное является собственностью правительства Юкона.
По финальному соглашению образовано несколько комиссий и комитетов с широким кругом полномочий, например, Комиссия Юкона по Рыболовству и управлению дикой природой и Совет по планированию использования земель. Гарантировано присутствие более 50 % первых наций в комитетах.

## Акты о самоуправлении
Ниже представлены 11 общин первых наций, подписавших соглашения о самоуправлении. В скобках указаны даты подписания соглашений:
- Первые нации Шампейн и Айшихик (1995)
- Совет Теслин-Тлингит (1995)
- Первая нация Начо-Ньяк-Дун (1995)
- Первая нация Вунтут-Гвичин (1995)
- Первая нация Литтл-Салмон — Кармакс (1997)
- Первая нация Селкирк (1997)
- Трондёк-Хвечин (1998)
- Совет Таан-Квачан (2002)
- Первая нация Клуэйн (2004)
- Первая нация Кванлин-Дюн (2005)
- Первая нация Каркросс — Тагиш (2006)

Еще три первые нации пока не подписали соглашение и взаимоотношения с ними регулируются федеральным актом об индейцах:
- Первая нация Лиард
- Совет Росс-Ривер-Дена
- Первая нация Уайт-Ривер.